# Kasteel Ter Beke
Kasteel Ter Beke is een voormalig kasteel en hoeve. Het ligt nabij het tot de West-Vlaamse gemeente Wervik en deelgemeente Geluwe behorende gehucht Terhand. 

## Geschiedenis
Kasteel Ter Beke was een zomerverblijf van de burggraven Depattin. François Depattin stichtte in 1773 de Terhandmolen maar moest in 1780 kasteel en molen wegens geldgebrek verkopen aan de dominicanen van Ieper.
Tijdens de Franse Tijd raakte het kasteel in verval en kreeg het de bijnaam Rattekasteel. Het overleefde de verwoestingen van de Eerste Wereldoorlog niet. In de jaren 1920 werd op de plaats van het kasteel een wederopbouwhoeve gebouwd.